# Przystań (województwo kujawsko-pomorskie)
Przystań – osada w Polsce położona na Pojezierzu Dobrzyńskim, w województwie kujawsko-pomorskim, w powiecie golubsko-dobrzyńskim, w gminie Zbójno, nad południowowschodnim brzegiem jeziora Działyńskiego. Miejscowość wchodzi w skład sołectwa Działyń.
W latach 1975–1998 miejscowość administracyjnie należała do województwa włocławskiego.